# Brie (Ille-et-Vilaine)
Brie è un comune francese di 823 abitanti situato nel dipartimento dell'Ille-et-Vilaine nella regione della Bretagna.

## Società

### Evoluzione demografica
Abitanti censiti